# 흐엉투이
흐엉투이 시사(베트남어: Thị xã Hương Thủy / 市社香水)는 베트남 후에의 티싸(시사)이다.

## 행정 구역
흐엉투이 시사에는 5개 방(坊)과 7개 사(社)가 있다.

### 방
- 푸바이 (Phú Bài / 符牌)
- 투이쩌우 (Thuỷ Châu / 水洲)
- 투이즈엉 (Thuỷ Dương / 水楊)
- 투이르엉 (Thuỷ Lương / 水良)
- 투이프엉 (Thuỷ Phương / 水芳)

### 사
- 즈엉호아 (Dương Hoà / 陽和)
- 푸선 (Phú Sơn / 富山)
- 투이방 (Thuỷ Bằng / 水平)
- 투이푸 (Thuỷ Phù / 水符)
- 투이떤 (Thuỷ Tân / 水新)
- 투이타인 (Thuỷ Thanh / 水淸)
- 투이반 (Thuỷ Vân / 水雲)

## 볼거리
- 카이 황릉

웅랑(Ung Lang, 應陵)이라고도 알려진 카이딘 황제의 무덤은 응우옌 왕조의 12대 왕 카이딘 황제(1885~1925)의 무덤으로, 바깥의 쩌우쭈산(쩌우에) 가장자리에 있다. 후에성은 현재 흐엉투이 시사의 투이방사에 속해 있다.

## 교통
- 푸바이 국제공항

흐엉투이 시사의 푸바이방에 위치한 국제공항이다. 흔히 후에 국제공항으로 알려져 있다.